# Mitterberg (Steiermark)
Mitterberg is een plaats en voormalige gemeente in de Oostenrijkse deelstaat Stiermarken. Het is de grootste ortschaft van de gemeente Mitterberg-Sankt Martin, die deel uitmaakt van de expositur Gröbming binnen het district Liezen. De ortschaft Mitterberg bestaat uit verschillende gehuchten (Berg, Dorf, Matzling, Ratting en Steg).
De gemeente Mitterberg telde in 2013 1150 inwoners. In 2015 ging ze bij een herindeling, samen met Sankt Martin am Grimming, op in de nieuwe gemeente Mitterberg-Sankt Martin.
Aich · Gröbming · Haus · Michaelerberg-Pruggern · Mitterberg-Sankt Martin  · Öblarn · Ramsau am Dachstein · Schladming · Sölk
- Gemeinsame Normdatei: 16102245-5
- Virtual International Authority File: 243112017